# سيرجيو برينديس
سيرجيو برينديس (بالإسبانية: Sergio Prendes)‏ هو لاعب كرة قدم إسباني في مركز الوسط، ولد في 15 يوليو 1986 في خيخون في إسبانيا. لعب مع أتليتكو سان لويس وسبورتينغ خيخون ب ونادي ألكوركون ونادي ألكويانو ونادي تاركسيين راينباوز ونادي ليغانيس.

## وصلات خارجية
- سيرجيو برينديس على موقع قاعدة بيانات كرة القدم.إي يو (الإنجليزية)
- سيرجيو برينديس على موقع Soccerway.com (الإنجليزية)
- سيرجيو برينديس على موقع AS.com (الإسبانية)